# Аусакер
Аусакер (њем. Ausacker) општина је у њемачкој савезној држави Шлезвиг-Холштајн. Једно је од 134 општинска средишта округа Шлезвиг-Фленсбург. Према процјени из 2010. у општини је живјело 530 становника. Посједује регионалну шифру (AGS) 1059103.

## Географски и демографски подаци
Аусакер се налази у савезној држави Шлезвиг-Холштајн у округу Шлезвиг-Фленсбург. Општина се налази на надморској висини од 41 метра. Површина општине износи 9,1 km². У самом мјесту је, према процјени из 2010. године, живјело 530 становника. Просјечна густина становништва износи 58 становника/km².